# Федаш Юрій Петрович
Ю́рій Петро́вич Федаш (25 серпня 1980, смт Великі Бірки, Тернопільський район, Тернопільська область, Українська РСР, СРСР) — український військовий моряк, капітан I рангу ВМС ЗС України, командир морського тральщика «Черкаси». У період окупації Криму російськими військами екіпаж тральщика відмовився здаватися російським окупантам і під керівництвом командира неодноразово робив спроби прорватися з заблокованого росіянами Донузлава. Почесний громадянин міста Черкаси.

## Біографія
З 1997 по 2002 рік навчався у Севастопольському військово-морському інституті.
З 2002 по 2006 рік служив командиром команди зенітно-артилерійського озброєння на десантному кораблі «Кіровоград».
З 2006 по 2014 рік і далі служив на тральщику «Черкаси» спочатку як командир артилерійської та мінно-торпедної бойової частини, потім помічником командира корабля, а з 2012 року командиром корабля.
З 2014 по 2016 рік проходив службу на посаді начальника штабу бригади надводних кораблів в Очакові (Миколаївська область).
Період 2016—2017 рр. провів на посаді начальника відділу головних спеціалістів ВМС України.
З 2017 року служить начальником відділу бойової підготовки управління бойової підготовки ВМС України.

## Прорив із заблокованого росіянами Донузлава
Будучи заблокованим у Донузлаві російськими окупантами, що затопили кілька старих кораблів на виході з бухти, тральщик «Черкаси» 21 березня 2014 р. зробив спробу відтягнути затоплений корабель, щоб вийти у відкрите море. За словами командира корабля «Черкаси» Юрія Федаша, після закінчення часу ультиматуму його корабель під слова пісні «Врагу не сдается наш гордый „Варяг“» пішов на вихід з озера Донузлав. Він повідомив, що
|  | Оскільки не вистачило потужності, почали рватися кінці, але десь протягом години ми відтягували корабель. Ми попросили допомоги в морського тральщика «Чернігів», щоб можна було відтягнути вдвох, на що ми одержали відмову… За цей час вертольоти підлітали, снайпери були навколо. Обстановка нарощувалася щохвилини, ми не звертали на це увагу, нас це не лякало. |

На 21 березня тральщик «Черкаси» з екіпажем, хоч не в повному складі, але продовжував тримати оборону.
23 березня морський тральщик «Черкаси» знову зробив спробу прорвати блокаду на озері Донузлав. Корабель спробував пройти поміж двох затоплених російських кораблів і йому це майже вдалося. Однак до них підійшов російський буксир, вдарив у бік і посадив носову частину тральщика «Черкаси» на мілину. 25 березня, після тривалого штурму, корабель було захоплено спецназом РФ, а його капітан з екіпажем зійшли на берег.

## Нагороди
- Медаль «За військову службу Україні»[1] — за самовіддане служіння Українському народу, зразкове виконання військового обов'язку та з нагоди Дня Військово-Морських Сил Збройних Сил України
- Орден Данила Галицького (21 серпня 2014) — за особисту мужність і героїзм, виявлені у захисті державного суверенітету та територіальної цілісності України, вірність військовій присязі, високопрофесійне виконання службового обов'язку[11]

## Почесні звання
- 27 березня 2014 року рішенням сесії Черкаської міської ради Ю. П. Федашу присвоєне звання почесного громадянина міста Черкаси[12]
- 25 квітня 2014 року Великобірківська селищна рада ухвалила рішення «Про присвоєння Федашу Юрію Петровичу звання „Почесний громадянин селища Великі Бірки“»[13]